# BIGBANG JAPAN DOME TOUR
BIGBANG JAPAN DOME TOUR는 빅뱅의 네 번째 일본 콘서트 투어이다. 이 투어는 그들의 첫 6대 돔 투어로 빅뱅은 해외 가수 사상 처음으로 6대 돔 투어를 개최한 가수로 기록되었다. 이 투어는 투어의 모든 티켓이 매진되며 입장료로만 한화 748억 원의 수익을 기록하며 일본 내에서 올해 가장 높은 수익률을 자랑하는 콘서트 투어 중 하나로 기록되었다.

## 콘서트
이 콘서트는 빅뱅의 〈하루 하루〉의 일본어 버전과 빅뱅 일본 정규 4집 ALIVE의 수록곡 <BLUE> <BAD BOY>로 시작되었다. 일정의 엄청난 경기장의 규모로 인해, 빅뱅은 비행기를 동원해 무대로 이동하기도 했으며, 또한 다섯 멤버들은 차로 발빠르게 팬들에게 더 가까이 이동했다. 콘서트 공연 3시간 동안, 앵콜과 재앵콜을 포함한 30곡 이상의 노래를 소화했다.

## Big Bang+α in Seoul
2013년 11월 28일, 서울에서 Big Bang+α in Seoul라는 새로운 공연 투어를 이틀에 걸쳐 개최한다고 발표하였다. 팬들의 잇따른 성원 때문에 추가로 결정 된 두번째 공연 역시 티켓 오픈과 동시에 매진되었다.

## 투어 일정
| 날짜                | 도시     | 국가     | 장소                  | 오프닝 게스트 | 관객 동원수    |
| ------------------- | -------- | -------- | --------------------- | ------------- | -------------- |
| 2013년 11월 16일    | 기옥     | 일본     | 베루나 돔             | WINNER        | 통산 70,000명  |
| 2013년 11월 17일    | 기옥     | 일본     | 베루나 돔             | WINNER        | 통산 70,000명  |
| 2013년 11월 29일    | 대판     | 일본     | 쿄세라 돔 오사카      | WINNER        | 통산 150,000명 |
| 2013년 11월 30일    | 대판     | 일본     | 쿄세라 돔 오사카      | WINNER        | 통산 150,000명 |
| 2013년 12월 1일     | 대판     | 일본     | 쿄세라 돔 오사카      | WINNER        | 통산 150,000명 |
| 2013년 12월 7일     | 복강     | 일본     | 후쿠오카 Pay Pay 돔   | WINNER        | 통산 100,000명 |
| 2013년 12월 8일     | 복강     | 일본     | 후쿠오카 Pay Pay 돔   | WINNER        | 통산 100,000명 |
| 2013년 12월 14일    | 나고야시 | 일본     | 나고야 돔             | WINNER        | 통산 81,000명  |
| 2013년 12월 15일    | 나고야시 | 일본     | 나고야 돔             | WINNER        | 통산 81,000명  |
| 2013년 12월 19일    | 동경     | 일본     | 도쿄 돔               | WINNER        | 통산 165,000명 |
| 2013년 12월 20일    | 동경     | 일본     | 도쿄 돔               | WINNER        | 통산 165,000명 |
| 2013년 12월 21일    | 동경     | 일본     | 도쿄 돔               | WINNER        | 통산 165,000명 |
| 2014년 1월 4일      | 찰황     | 일본     | 삿포로 돔             | WINNER        | 40,000명       |
| 2014년 1월 11일     | 대판     | 일본     | 쿄세라 돔 오사카      | WINNER        | 통산 150,000명 |
| 2014년 1월 12일     | 대판     | 일본     | 쿄세라 돔 오사카      | WINNER        | 통산 150,000명 |
| 2014년 1월 13일     | 대판     | 일본     | 쿄세라 돔 오사카      | WINNER        | 통산 150,000명 |
| Big Bang+α in Seoul |          |          |                       |               |                |
| 2014년 1월 24일     | 서울     | 대한민국 | 올림픽공원 체조경기장 |               | 통산 36,000명  |
| 2014년 1월 25일     | 서울     | 대한민국 | 올림픽공원 체조경기장 |               | 통산 36,000명  |
| 2014년 1월 26일     | 서울     | 대한민국 | 올림픽공원 체조경기장 |               | 통산 36,000명  |
| 합계                | 합계     | 합계     | 합계                  | 합계          | 772,000명      |

## 세트 리스트
- Opening -
- Haru Haru_Acoustic Ver.
- BLUEJapanese Ver.
- BAD BOYJapanese Ver.

- Ment - 
- 가라가라 고!!
- HANDS UPJapanese Ver.
- LET'S TALK ABOUT LOVEJapanese Ver. + 할말 있어요 (승리 Solo)
- 어쩌라고 (승리 Solo)
- 날개 (대성 Solo)
- JOYFUL (대성 Solo)

- Ment -
- Tell Me Goodbye
- LOVE SONG
- La-La-La + BIGBANG + 흔들어

- Ment -
- RINGA LINGA (태양 Solo)
- Break Down + Superstar (태양 Solo)
- CRAYON (지드래곤 Solo)

- Ment - 
- 삐딱하게 (지드래곤 Solo)

- VCR #2 - 
- TURN IT UP (T.O.P Solo)
- DOOM DADA (T.O.P Solo)

- Ment -
- TONIGHTJapanese Ver.
- FEELINGJapanese Ver.
- 마지막 인사
- FANTASTIC BABYJapanese Ver.

- Ment - 
- 거짓말
- MY HEAVEN

- Encore - 
- 붉은 노을
- 声をきかせて (목소리를 들려줘)

- Double Encore -
- FANTASTIC BABY
- FEELING
- BAD BOY

- Opening -
- Haru Haru_Acoustic Ver.
- BLUEJapanese Ver.
- BAD BOYJapanese Ver.

- Ment - 
- 가라가라 고!!
- HANDS UPJapanese Ver.
- LET'S TALK ABOUT LOVEJapanese Ver. + 할말 있어요 (승리 Solo)
- 어쩌라고 (승리 Solo)
- 날개 (대성 Solo)
- JOYFUL (대성 Solo)

- Ment -
- Tell Me Goodbye
- LOVE SONG
- La-La-La + BIGBANG + 흔들어

- Ment -
- 나만 바라봐 + Wedding Dress (태양 Solo)
- RINGA LINGA (태양 Solo)
- CRAYON (지드래곤 Solo)

- Ment - 
- 삐딱하게 (지드래곤 Solo)

- VCR #2 - 
- TURN IT UP (T.O.P Solo)
- DOOM DADA (T.O.P Solo)

- Ment -
- TONIGHTJapanese Ver.
- FEELINGJapanese Ver.
- 마지막 인사
- FANTASTIC BABYJapanese Ver.

- Ment - 
- 거짓말
- MY HEAVEN

- Encore - 
- 붉은 노을
- 声をきかせて (목소리를 들려줘)

- Double Encore -
- FANTASTIC BABY
- FEELING
- BAD BOY

- Opening -
- 하루하루_Acoustic Ver.
- BLUE
- BAD BOY

- Ment - 
- 가라가라 고!!
- HANDS UP
- LET'S TALK ABOUT LOVE + 할말 있어요 (승리 Solo)
- 어쩌라고 (승리 Solo)
- 날개 (대성 Solo)
- JOYFUL (대성 Solo)

- Ment -
- 눈물뿐인 바보
- La-La-La + BIGBANG + 흔들어

- VCR #2 - 
- 나만 바라봐 + 웨딩드레스 (Wedding Dress) (태양 Solo)
- RINGA LINGA (태양 Solo)
- CRAYON (지드래곤 Solo)

- Ment - 
- 삐딱하게 (지드래곤 Solo)
- TURN IT UP (T.O.P Solo)
- DOOM DADA (T.O.P Solo)

- Ment -
- TONIGHT
- FEELING
- 마지막 인사
- FANTASTIC BABY

- Ment - 
- 거짓말
- 천국

- Encore -
- Always
- 붉은 노을
- FANTASTIC BABY
- FEELING

- Photo Shot - 
- BAD BOY

-double encore (26일 한정)-
- HANDS UP

## 스탭
| 참고: 빅뱅의 BIGBANG JAPAN DOME TOUR 2013~2014 일본 DVD. - 투어 주최: 에이벡스 그룹, YG 엔터테인먼트 - 총괄 프로듀서: 양현석 (YG 엔터테인먼트), 맥스 마츠우라 (에이벡스 그룹) - 투어 프로듀서: 에이스 료이치 - 투어 감독: 변정민 - 무대 감독: "조셉" 우기 권 - 스타일 리스트: 최유니, 김경미, 박샤론 - 헤어: 김태균, 백상희, 이소연 - 메이크업: 김윤경, 신미숙, 이준희 - 영상 감독: 은기 (YG 엔터테인먼트) - 안무가: 이재욱 - 댄서팀: HI-TECH, CRAZY | - 빅뱅 (G-Dragon, T.O.P, 태양, 대성, 승리) - 길 스미스 2세 (음악 감독 /키보드 1) - 오마 도미닉 (AMD/베이스) - 단테 "인페르노" 잭슨 (키보드 2) - 저스틴 리용 (기타) - 베니 로드저스 2세 (드럼) - 아드리안 "AP" 포터 (프로 툴즈 프로그래머) |